# Histoire de la poliomyélite

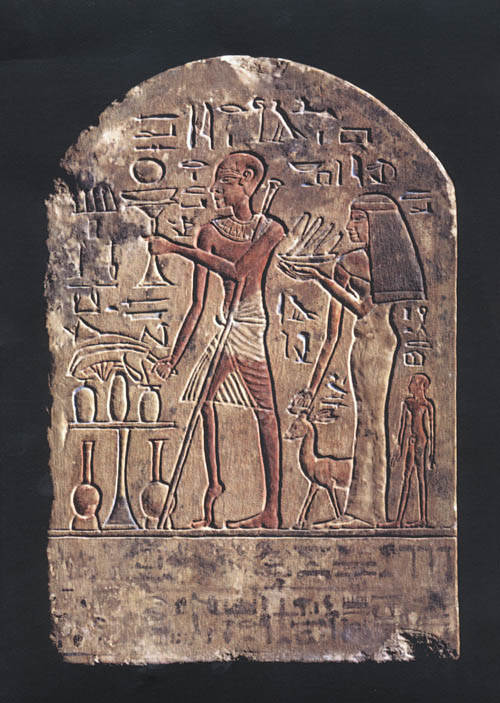
Stèle égyptienne figurant un patient victime de la polio. XVIIIe dynastie (1403-1365 av. J.-C.).

L'histoire de la poliomyélite retrace l'évolution des connaissances concernant la poliomyélite communément appelée la « polio », une infection virale de la moelle épinière. La polio est connue depuis la préhistoire et a été la cause de paralysies et source de mortalité durant toute l'histoire de l'humanité. Cependant les grandes épidémies sont inconnues avant le XXe siècle. Au cours des millénaires la polio s'est perpétuée  sur un mode endémique jusqu'aux années 1880, qui voient l'apparition des premières grandes épidémies en Europe et peu après aux États-Unis. À partir de 1910, les épidémies deviennent des événements fréquents dans le monde développé, surtout dans les villes et durant les périodes estivales. Au moment de son pic, dans les années 1940 et 1950, la polio est la cause du décès ou du handicap de plus d'un demi million de personnes par année dans le monde.
La peur collective face à ces épidémies a donné lieu à une mobilisation publique d'envergure, afin de développer de nouvelles méthodes de prévention et de traitement de la maladie. Elle a aussi révolutionné les pratiques de philanthropie médicale. La mise au point de deux vaccins contre la polio a permis l'éradication de la poliomyélite presque partout dans le monde. Les retombées positives de la polio ont été le développement de la médecine physique et de réadaptation moderne et celui des droits des personnes handicapées dans le monde entier.

## Descriptions historiques de la polio
Des peintures et des sculptures de l'ancienne Égypte montrent des personnages actifs mais ayant des membres décharnés, et de jeunes enfants se servant de cannes pour marcher. Le premier cas certain de polio est peut-être celui de Sir Walter Scott, qui affirme avoir fait en 1773 une « fièvre dentaire  » sévère qui lui a ôté la force de sa jambe droite. À cette époque, la poliomyélite ne fait pas encore partie du champ du savoir médical, mais un diagnostic rétrospectif de poliomyélite est fortement suspecté grâce à la description détaillée que Scott fait de ses symptômes.
Les symptômes de la polio ont reçu de nombreuses descriptions. Au début du XIXe siècle, la maladie était connue sous des noms aussi variés que « paralysie dentaire », « paralysie sinale infantile », « paralysie essentielle des enfants »,  « myélite des cornes antérieures », « téphromyélite » (du grec  τεφρος (tephros), signifiant « gris-cendré » en référence à la couleur de la substance grise médullaire), et enfin « paralysie du matin ».
La première description de la polio est donnée en 1789 par le médecin britannique Michael Underwood ; il qualifie la polio de « débilité des extrémités inférieures ».  C'est à  Jakob Heine que l'on doit, en 1840, le premier article médical sur la poliomyélite ; il nomme la maladie « Lähmungszustände der unteren Extremitäten » (état paralysant des extrémités inférieures). Karl Oskar Medin est le premier à se livrer à une étude empirique d'une épidémie de polio en 1890. Grâce à ce travail et à la classification antérieurement établie par Heine, la maladie devient connue sous le nom de « maladie de Heine-Medin ».

## Les épidémies

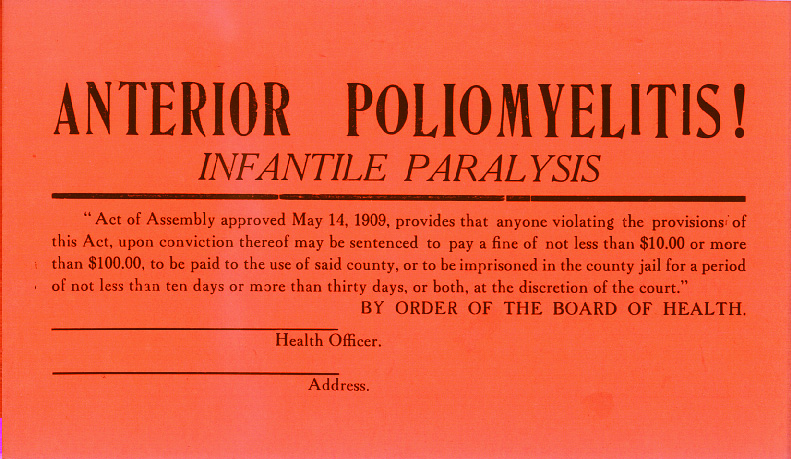
Cette affiche en carton était placardée sur les fenêtres des logements des patients atteints de polio qui y étaient mis en quarantaine. Violer la quarantaine où retirer l'affiche était passible d'une amende de 100 US$ en 1909.

La maladie de Heine-Medin se présente tantôt sous forme de cas sporadiques (cas isolés sans relation apparente), tantôt sous forme de cas groupés en foyers endémiques pouvant persister plusieurs années. À la fin du XIXe siècle, les observateurs notent des bouffées épidémiques (poussée temporaire d'un foyer d'endémie) plus fréquentes. Puis de véritables poussées épidémiques diffusant dans des régions jusque-là indemnes. Les grandes épidémies de polio sont inconnues avant le XXe siècle : elles apparaissent en Europe et aux États-Unis autour de 1900,.

### En Europe
Les premières bouffées épidémiques sont décrites dans les pays Scandinaves (années 1880), notamment en Suède, 1881 et  surtout 1887, où Medin observe à Stockholm 29 puis 44 cas. La Scandinavie subira de nombreuses épidémies : 1895, 1899, 1905 allant jusqu'à plus de mille cas.   Une idée s'impose : la polio est bien une maladie contagieuse, débutant par une phase pré-paralytique de type grippal.  En France, la première description de bouffée épidémique est celle de Sainte-Foy-L'Argentière, près de Lyon, où Cordier observe 13 cas en 1885.
À partir de 1905, des poussées épidémiques s'étendent au reste de l'Europe. Pays-Bas 1905, Allemagne 1909, France 1910,  1926-27, 1929-30 (Alsace). On constate que la polio échappe aux mesures traditionnelles de santé publique telles que l'isolement, la quarantaine ou la désinfection.  La polio touche les pays avancés, notamment ceux où l'hygiène est meilleure, et la mortalité infantile la plus faible.
Lorsqu'un pays est touché par une forte épidémie, il est fréquent de voir, l'année suivante, les pays voisins atteints à leur tour. Ainsi la Suisse en 1941, puis l'Allemagne en 1942, et la France en 1942-43.  Après la 2e guerre mondiale, la polio s'étend au Royaume-Uni, à l'Europe centrale, et à l'Union Soviétique. En 1952, au Danemark, Carl Gunnar Engström (sv) met au point son respirateur artificiel qui permet de remplacer les « poumons d'acier » des années 1930. Son introduction en France, lors de l'épidémie de 1954-1955 (2000 cas) permettra d'abaisser la mortalité. Ces épidémies seront définitivement jugulées avec la vaccination.
Durant l'ère vaccinale, des épidémies localisées de polio sont survenues aux Pays-Bas, dans des communautés opposées à la vaccination (raisons religieuses), en 1978-79 et en 1992-93. En France, le dernier cas de polio autochtone date de 1989, le dernier cas importé de 1995.  L'élimination de la polio dans la région Europe de l'OMS a été déclarée en 2002. Toutefois des ré-apparitions restent possibles : comme en Israël en 2013 (aucun cas, mais circulation détectée de virus sauvage), ou en Russie et Tajikistan en 2010 (plusieurs centaines de cas).

### Aux États-Unis

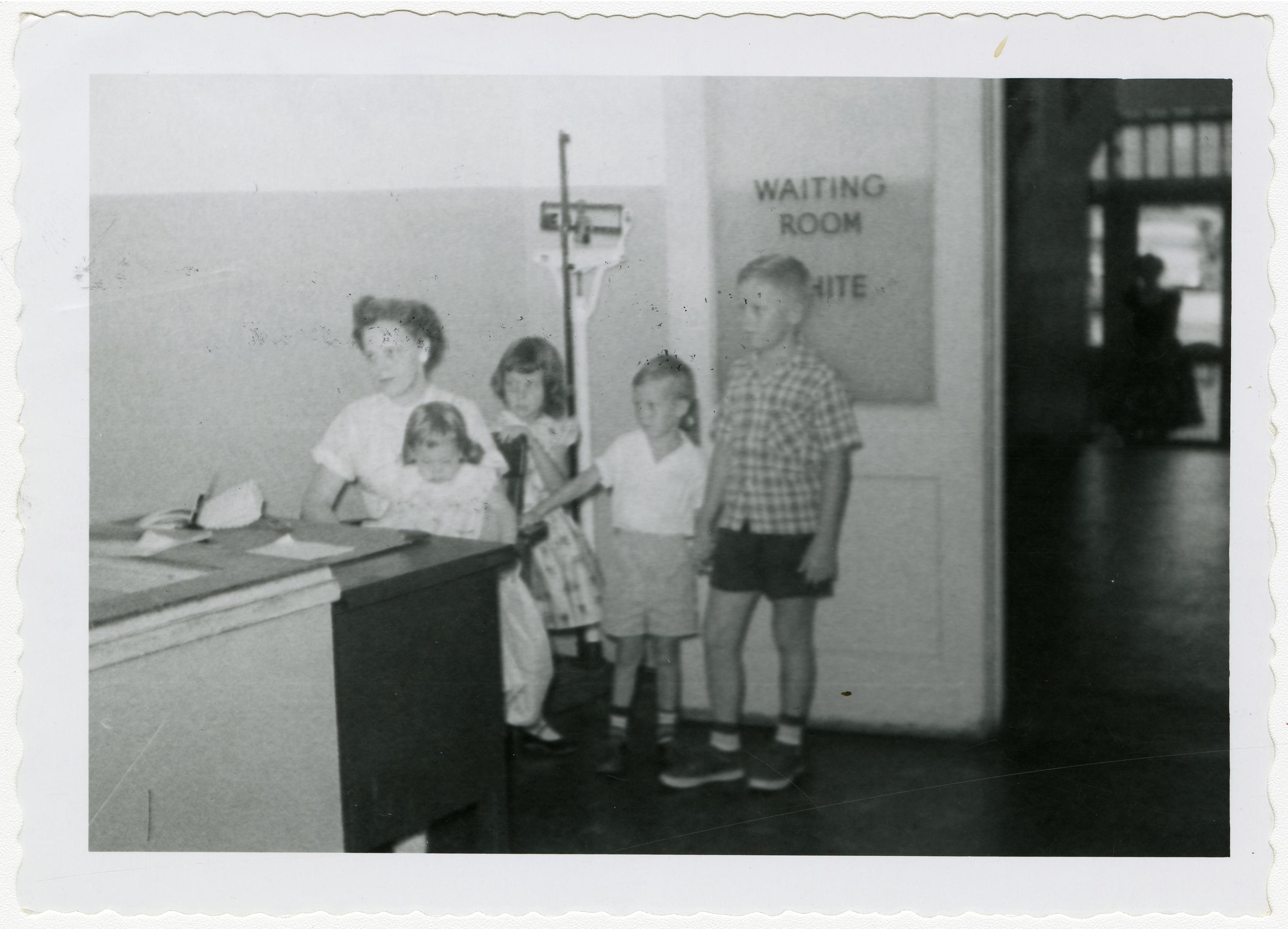
Vaccination contre la polio au Mississippi en 1958.

Les premières observations groupées de polio sont publiées en 1843 à propos de deux cas diagnostiqués auparavant en Louisiane. Ce n'est que cinquante ans plus tard qu'une autre série importante est rapportée avec 26 cas observés à Boston en 1893. La première épidémie reconnue aux États-Unis survient l'année suivante dans le Vermont avec 132 cas au total (dont 18 décès), y compris plusieurs cas chez des adultes. 
De nombreuses épidémies d'ampleur variable apparaissent ensuite dans tout le pays ; en 1907, environ 2 500 cas de poliomyélite sont recensés à New York. Le samedi 17 juin 1916 est annoncée officiellement l'existence d'une épidémie de polio à Brooklyn. Cette même année 27 000 cas et 6 000 décès sont répertoriés aux États-Unis dont 2 000 morts pour la seule ville de New York. Les noms et adresses des personnes chez lesquelles la polio est confirmée sont publiés chaque jour dans la presse, leurs logements sont signalés par des affiches placardées et leurs familles sont mises en quarantaine. Quelques médecins, comme Hiram M. Hiller Jr. parviennent à se faire une idée assez exacte de la situation dans leurs villes, mais dans l'ensemble la nature de la maladie reste un mystère. L'épidémie de 1916 provoque une panique générale et des milliers de personnes fuient la ville pour gagner des stations de montagne. Des théâtres sont fermés, des congrès annulés, presque toutes les réunions publiques disparaissent. On met en garde les enfants de ne pas boire l'eau des fontaines, on leur demande d'éviter les parcs d'attractions, les piscines et les plages. À partir de 1916, des épidémies de polio surviennent chaque été au moins dans une région du pays, les plus graves ayant lieu dans les années 1940 et 1950. Durant l'épidémie de 1942, on dénombre 2 720 morts sur  42 173 cas aux États-Unis ; le  Canada et le Royaume-Uni sont également touchés,.
Avant le XXe siècle, la polio se voyait rarement avant l'âge de 6 mois et dans la majorité des cas l'âge des patients était compris entre 6 mois et 4 ans. Les jeunes enfants qui contractent la maladie sont généralement peu symptomatiques et acquièrent par la suite une immunité définitive. Dans les pays développés à la fin du XIXe siècle et au début du XXe siècle, des améliorations des conditions sanitaires communautaires ont lieu comme le tout-à-l'égout et la distribution d'eau potable. Une meilleure hygiène a pour conséquence une moindre exposition des nourrissons et des jeunes enfants au poliovirus, réduisant ainsi leurs possibilités de développer une immunité naturelle. L'exposition au virus était ainsi retardée jusqu'à l'adolescence ou au début de la vie adulte, âges auxquels la probabilité de présenter une forme paralytique est plus grande. Chez les enfants la polio entraîne une paralysie dans 1/1000 cas, tandis que chez l'adulte la paralysie survient une fois sur 75. 
En 1950, le pic d'incidence de la polio selon l'âge aux États-Unis se déplace de la petite enfance vers les enfants âgée de 5 à 9 ans ; environ un tiers des cas surviennent chez les plus de 15 ans. C'est ainsi que les taux de paralysie et de mortalité due à l'infection par la polio augmentent également durant cette période. L'épidémie de polio de 1952 aux États-Unis sera la pire dans l'histoire de la nation et c'est celle qui provoquera la hausse de la peur de la maladie chez les parents et qui fera prendre au public conscience de la nécessité d'un vaccin. Sur les 57 628 cas enregistrés cette année, 3 145 sont mortels et 21 269 conservent des séquelles paralytiques modérées à invalidantes,.